# Stary Cmentarz w Birczy
Stary Cmentarz w Birczy – najstarszy cmentarz komunalny w Birczy.
Przed rokiem 1783 pochówki w Birczy dokonywane były na cmentarzach znajdujących się wokół świątyń:
- starego kościoła rzymskokatolickiego (znajdował się w miejscu „starego przedszkola” koło wielkiego dębu, na działce obok obecnego kościoła)
- cerkwi prawosławnej (a później greckokatolickiej) znajdującej się „Na pagórku”
- Żydzi swoich pochówków dokonywali wcześniej przypuszczalnie również na swoim cmentarzu (chociaż najstarszy odczytany nagrobek pochodzi z 1806).

W sierpniu 1784 roku ukazał się dekret cesarski nakazujący likwidację dotychczasowych cmentarzy przy świątyniach i wytyczenie nowych, poza obrębem miast. W związku z tym również w Birczy utworzono cmentarz, usytuowany poza granicą miasta. Przeznaczony był dla ludności chrześcijańskiej wszelkich wyznań. 
Najstarszy odczytany nagrobek pochodzi z roku 1793.

## Kaplica grobowa Kowalskich herbu Abdank

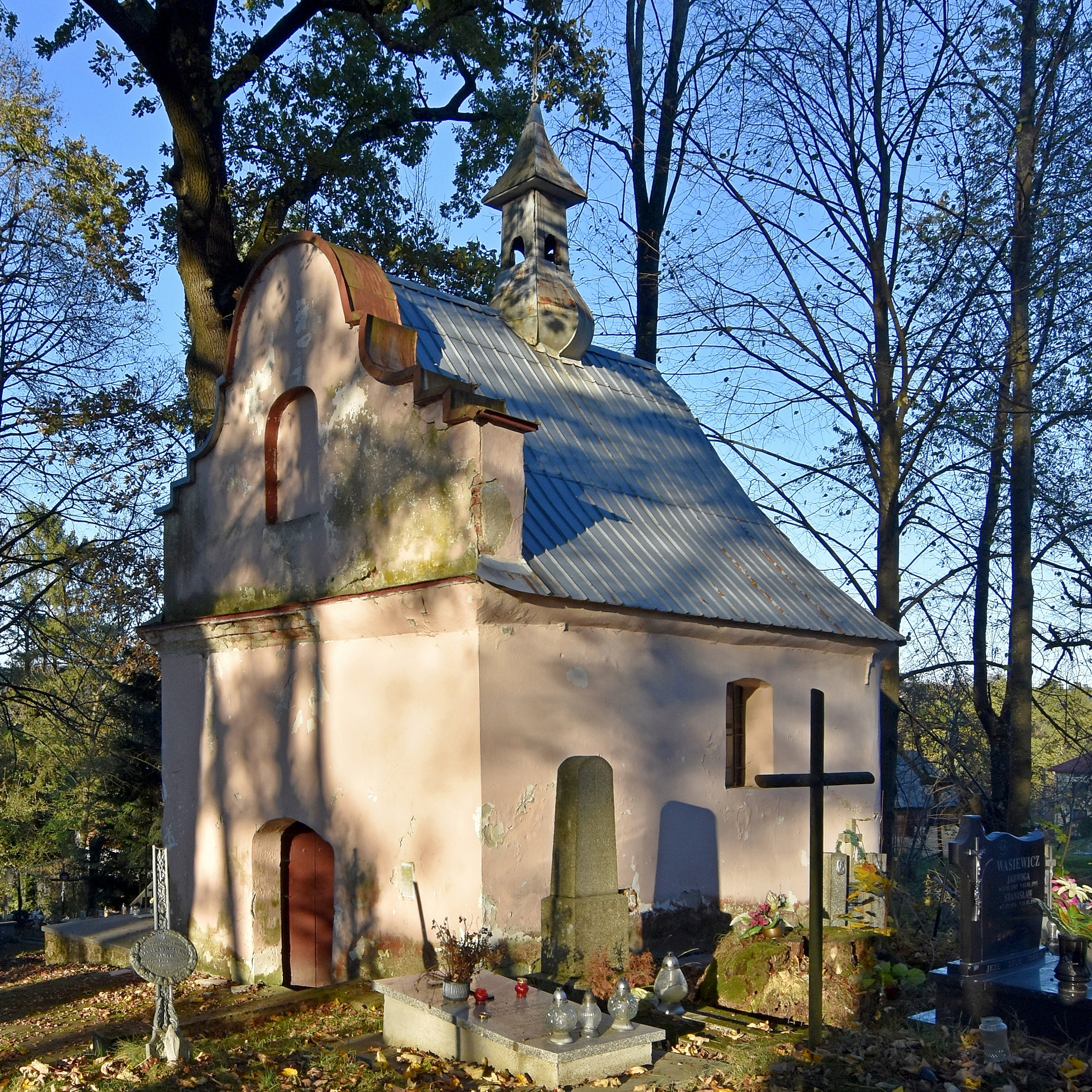
Kaplica grobowa Kowalskich

Kaplica zbudowana została około 1850 przez Adama Kowalskiego. Jest już uwidoczniona na planie katastralnym z 1852 roku. 
Kaplica zbudowana jest na rzucie prostokąta, z półkolistym prezbiterium. Ściany kaplicy wymurowane są z kamienia i otynkowane. Nakryta jest blaszanym dachem siodłowym z wieżyczką. Do lat 80. dach był pokryty gontem. Przed elewacją frontową do roku 1967 znajdowała się drewniana przybudówka, kryjąca zejście do krypty. W 1990 wejście do krypty zamurowano.
Wewnątrz kaplicy we wnęce ołtarzowej znajduje się malowidło ścienne Chrystusa Ukrzyżowanego. Było ono zasłonięte obrazem olejnym Pasji, zabranym w 1990 do Muzeum Narodowego Ziemi Przemyskiej. Na ścianach bocznych znajduje się 8  tablic (w tym 7 z czarnego marmuru) oznaczonych herbem Abdank, upamiętniających pochowanych w krypcie członków rodziny Kowalskich:
- Maria Ludwika z Nahlików Kowalska
- Adam Anzelm Wojciech Kowalski
- Marceli Kowalski
- Innocenty Habdank Kowalski
- Augusta z Habdanków Kowalskich hr. Zedwic
- Stanisław Habdank Kowalski
- Stanisław Kaciuba Habdank Kowalski
- Stefan Głowacki.

Przypuszczalnie pochowany jest tam również Jan Ignacy Kowalski, jednak jego tablica nie została zachowana.

## Galeria

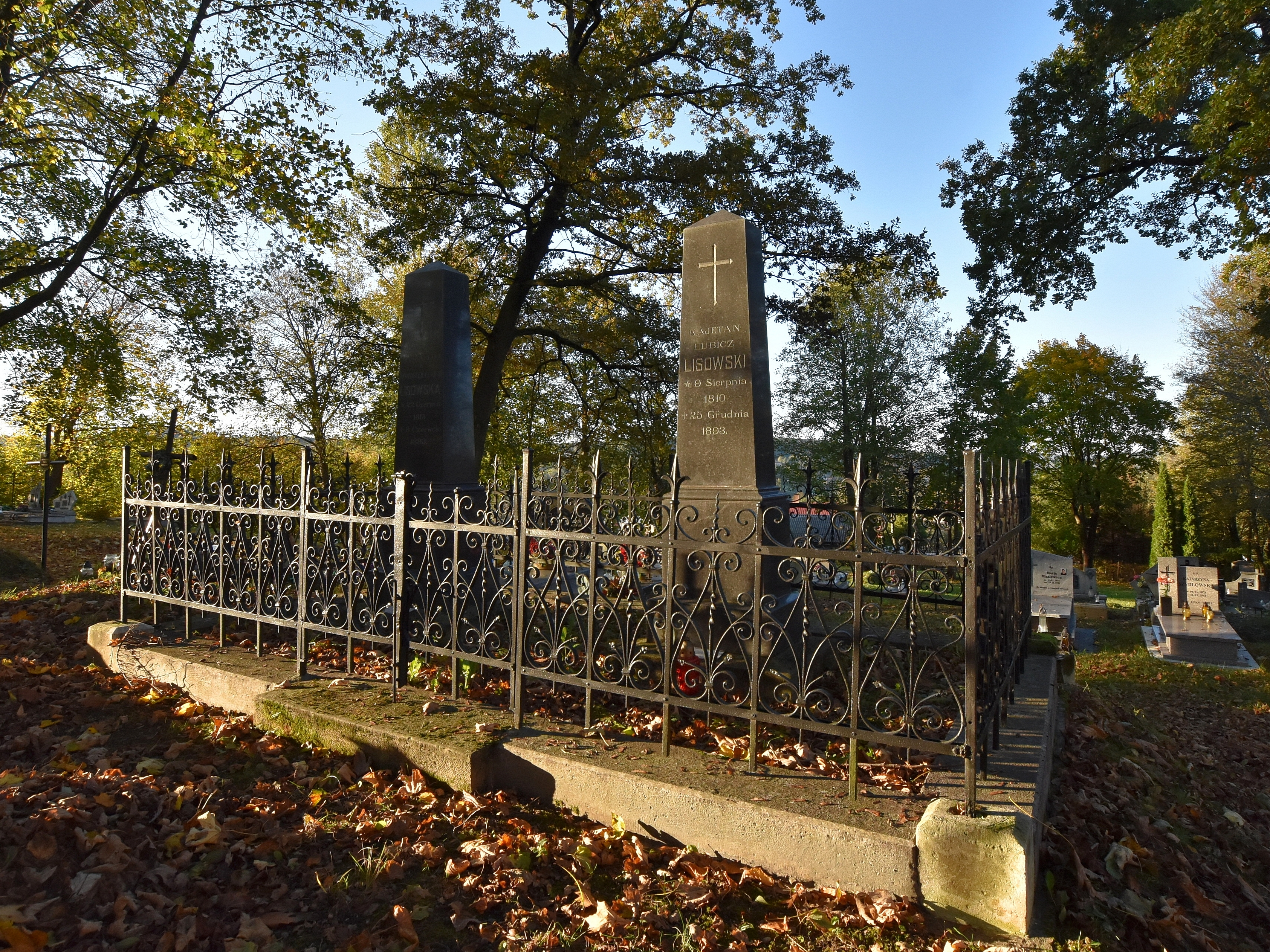
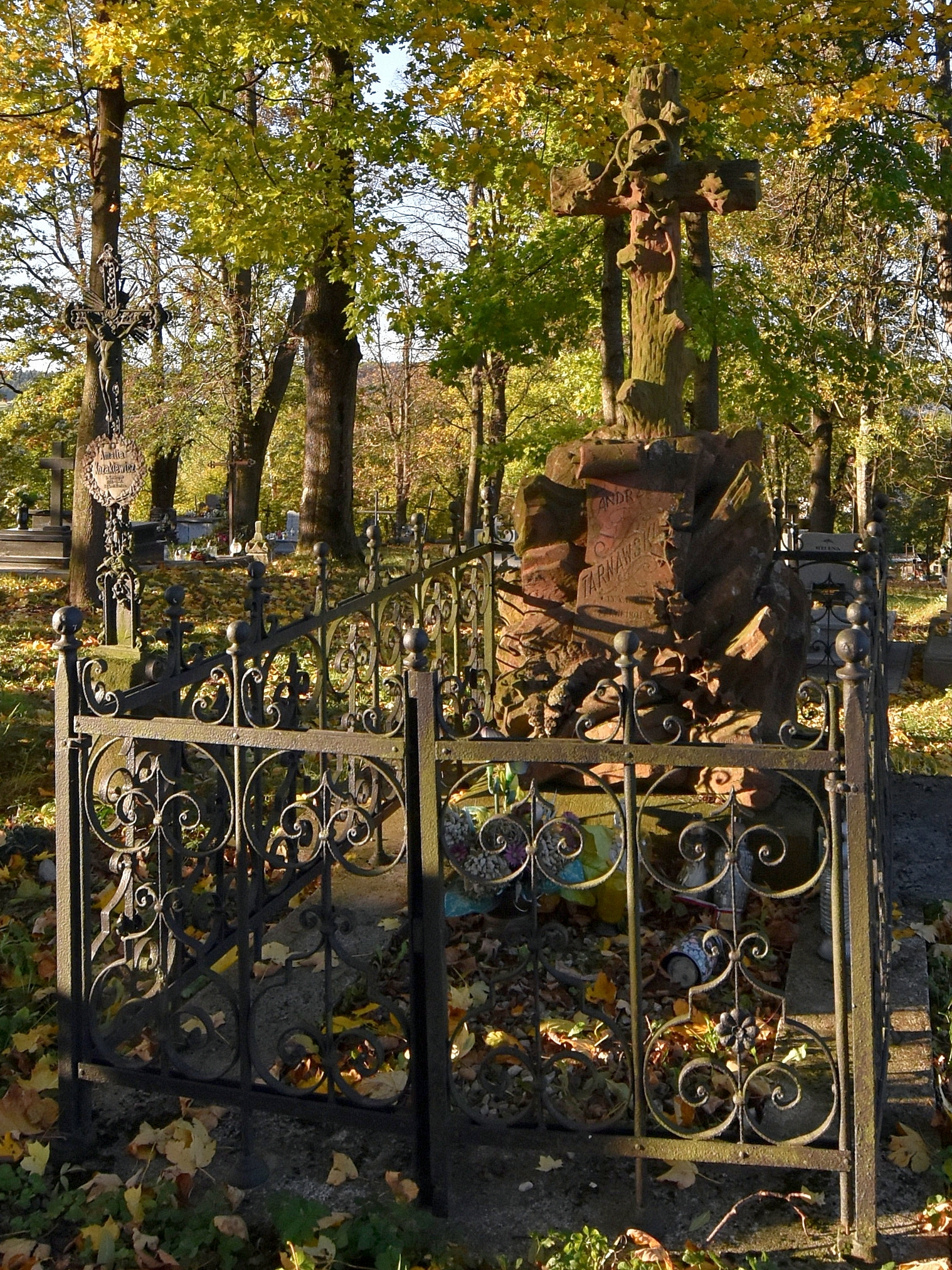
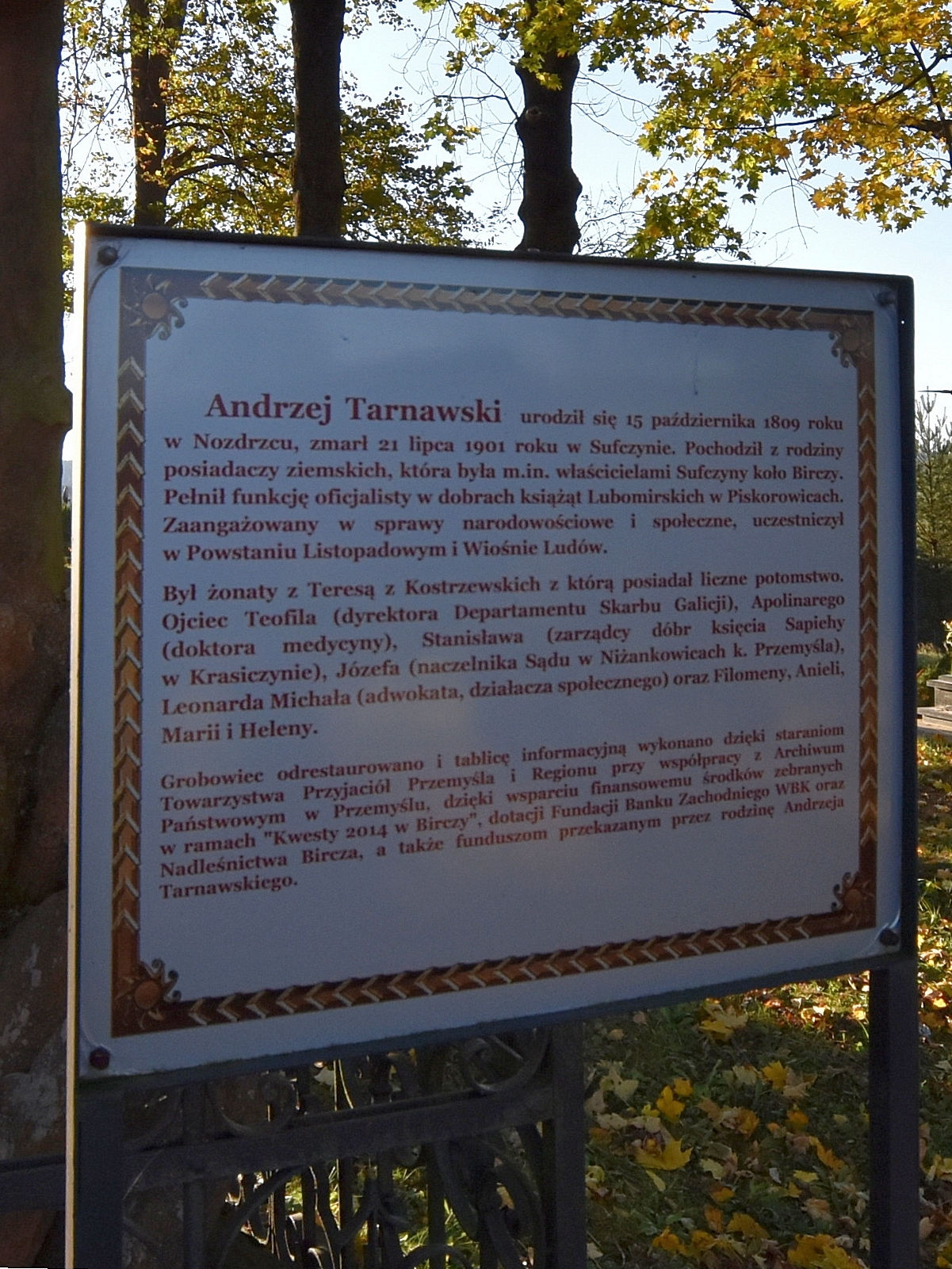
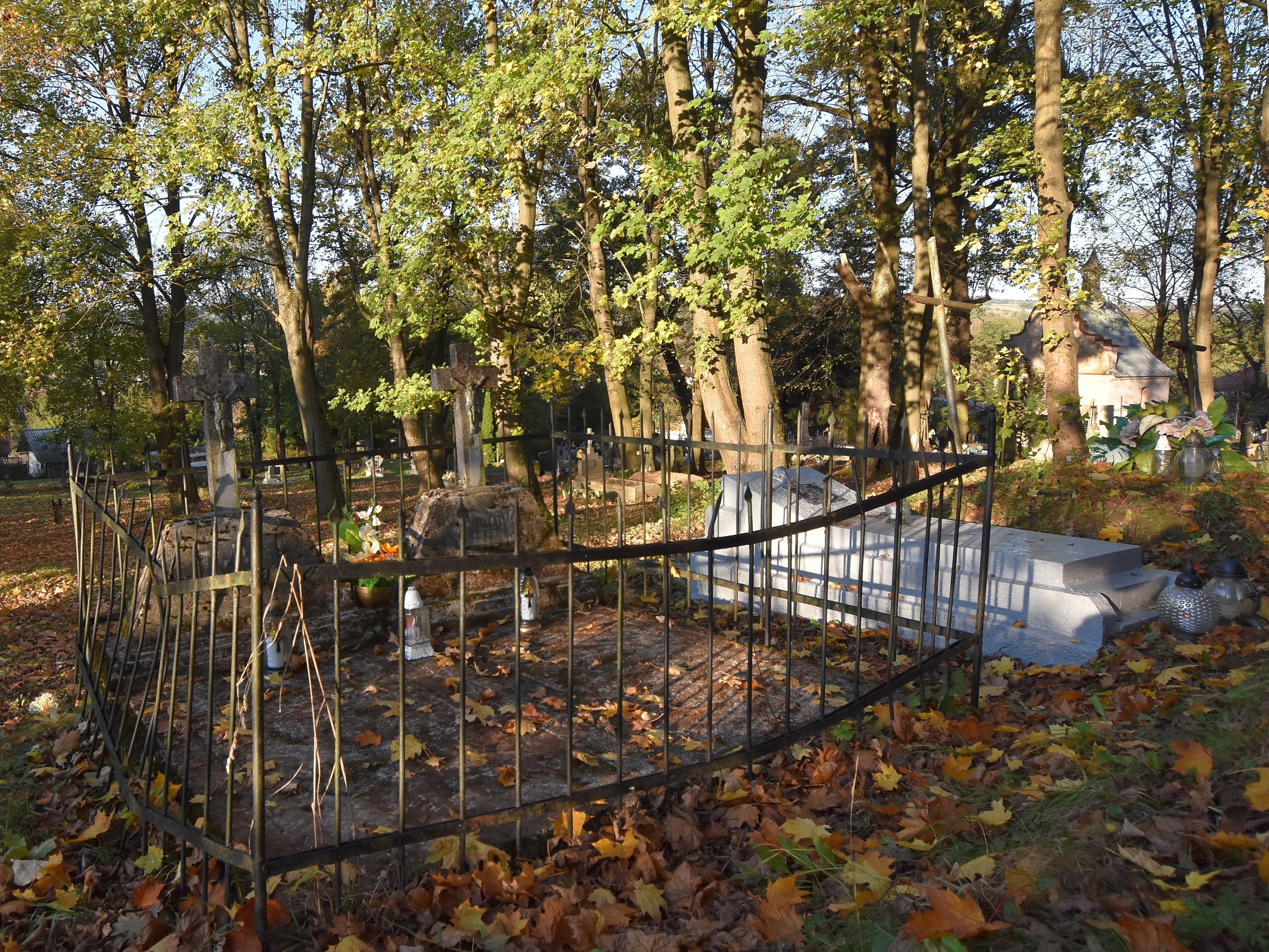